# Archidiecezja Maceió
Archidiecezja Maceió (łac. Archidioecesis Maceiensis) – archidiecezja Kościoła rzymskokatolickiego w Brazylii. Należy do metropolii Maceió, wchodzi w skład regionu kościelnego Nordeste II. Została erygowana przez papieża Leona XIII bullą Postremis hisce temporibus w dniu 2 lipca 1900.
13 lutego 1920 papież Benedykt XV utworzył metropolię Maceió podnosząc diecezję do rangi archidiecezji.